# Christian Gottlieb Friedrich Witte
Christian Gottlieb Friedrich Witte (ur. 12 stycznia 1802 w Rotenburgu (Wümme) w Niemczech, zm. 5 listopada 1873 w Utrechcie w Holandii) – niemiecko-holenderski organmistrz. Uważany jest za jednego z najważniejszych budowniczych organów XIX wieku w Holandii. Do dziś zachowała się duża liczba instrumentów, które zbudował będąc jedynym właścicielem firmy J. Bätz & Co.

## Życiorys
Urodził się jako czwarte i najmłodsze dziecko pastora Johanna Nikolausa Witte (1762–1817) i jego żony Sophii Dorothei Friederiki Witte z domu Caulier (1768–1824). Miał brata Johanna Nicolausa Christiana (1796–1861) i dwie siostry: Sophię Dorotheę Friedericę (1793–1862) i Elisabeth Catharinę Ernestine Amalie (1799–1864). Wychowywany był do zawodu kaznodziei, ale od młodości przejawiał zainteresowanie rzemiosłem. Podczas podróży do regionu Harz zetknął się z lokalną kulturą organową, co rozbudziło w nim zainteresowanie budową organów. W wieku 15 lat rozpoczął naukę w zawodzie budowniczego organów u królewskiego organmistrza Christiana Bethmanna w Hanowerze. W wolnym czasie zajmował się muzyką, przyrodą i rysunkiem. Pracując w katedrze w Brunszwiku poznał Ernsta Chladniego, którego wynalazki i badania dotyczące akustyki wzmocniły jego pasję związaną z organami. Po zakończeniu edukacji, w 1824 wyruszył w podróż w poszukiwaniu pracy i zebrania doświadczenia w zakresie organmistrzostwa, na południe Niemiec, do Szwajcarii, Holandii i Francji. Za cel postawił sobie założenie własnego warsztatu organowego w Niemczech. Podczas sześciotygodniowej wyprawy rozpoczętej w Achim, gdzie mieszkał jego brat, przez Frankfurt nad Menem i Holandię, odwiedził wielu producentów organów i instrumentów muzycznych, nie otrzymując żadnej oferty pracy. W Utrechcie poznał organmistrzów Abrahama Meere i Jonathana Bätza (wnuka JohannaBätza), ale nie nawiązali jeszcze wtedy współpracy. Podróżując przez Goudę, Lejdę i Delft dotarł do Amsterdamu, gdzie za namową organmistrza van den Brinka, w czerwcu 1824 zatrudnił się w warsztacie organowym Tewesa. Dwa lata później przeniósł się do firmy „J. Bätz & Co”, prowadzonej wówczas w trzecim pokoleniu przez braci Jonathana i Johana Martina Willema Bätzów w Utrechcie. Po odejściu drugiego z braci, w 1833 został wspólnikiem pierwszego, a po jego śmierci w 1849 przejął firmę na własność i – nie zmieniwszy jej nazwy – zarządzał do końca życia.

## Rodzina
W 1839 poślubił Paulinę Dorotheę Antoinettę Lagers (1810–1884), córkę luterańskiego pastora Georga Hendrika Lagersa, urodzonego w Hamburgu, mieszkającego od 1787 w Holandii, i jego drugiej żony Johanny Marii z domu Bätz. Rodzina Lagerów poznała Witte’a podczas pracy nad organami zbudowanymi przez Bätza w kościele Lutra w Amsterdamie, gdzie pracował pastor Lagers. Witte postanowił związać swoje życie z Utrechtem i zaczął uważać się za Holendra. Z małżeństwa urodziło się sześciu synów, z których najstarszy, Johan Frederik Witte (1840–1902), był z wykształcenia organmistrzem; po śmierci ojca w 1873 przejął firmę prowadził ją do końca życia.
W nekrologu Johanna Frederika Wittego z 15 lutego 1902 w czasopiśmie „Weekblad voor Muziek”, organmistrz M. Maarschalkerweerda napisał: „Jest pewne, że tak długo, jak będzie istniała sztuka budowy organów, nazwa firmy Bätz, a zwłaszcza pana Wittego, ojca i syna, pozostaną w chwalebnej pamięci wszystkich, a obecni i przyszli budowniczowie organów, będą musieli przyłączyć się do mnie w hołdzie, jaki należny jest prawdziwej sztuce, na który zmarły artysta tak bardzo zasługuje”.
Sławę zyskał także jego drugi najstarszy syn Georg Hendrik Witte (1843–1929), który w latach 1871–1911 pracował jako dyrektor muzyczny w Essen. Jego braćmi, którzy pozostali w Holandii, byli Johann Christiaan (1845–1909), Rudolf (1847–1847) i Rudolph (1850–1905). Ostatnim holenderskim potomkiem Christiana Gottlieba Friedricha Wittego był Paul Christiaan Witte (1884–1969), syn Rudolpha Witte’a. Wszyscy pozostali żyjący potomkowie osiedlali się w Niemczech.

## Praca
W latach 1850–1873, firma „J. Bätz & Co” pod zarządem Wittego wybudowała około pięćdziesięciu nowych organów. Witte stawiał wysokie wymagania w zakresie materiałów i obróbki. Miał konserwatywne, oparte na tradycji podejście do jakości. Z nowinek technicznych korzystał dopiero wtedy, kiedy były sprawdzone i wypróbowane przez innych. Wiele zbudowanych przez niego instrumentów przetrwało do dziś.
Trendy konstrukcja organów w XIX wieku odpowiadały wymaganiom muzycznym kościołów protestanckich, którymi przede wszystkim było akompaniowanie śpiewowi wiernych. O dyspozycji decydowała wielkość kościoła i dostępne środki finansowe. Z wyjątkiem zamówienia od Paramaribo w Surinamie, ówczesnej kolonii holenderskiej, firma „J. Bätz & Co” obsługiwała wyłącznie rynek holenderski. Ze względu na ewangelicko-luterańskie pochodzenie rodzin Bätz i Witte, do najważniejszych klientów należały wspólnoty protestanckie.

## Dzieła
W wykazie znajdują się organy firmy „J. Bätz & Co”, które zostały wykonane w latach 1850-1873. W tym czasie Christian Gottlieb Friedrich Witte był jedynym właścicielem firmy (od 1868 roku wraz z synem i wspólnikiem Johanem Frederikiem Witte).
| Rok  | Miejscowość                    | Budynek                                            | Uwagi |
| ---- | ------------------------------ | -------------------------------------------------- | --- |
| 1850 | Rotterdam (Holandia)           | Zuiderkerk                                         | Zniszczone w 1940 |
| 1851 | Hoorn (Holandia)               | Grote Kerk (Hoorn)                                 | Spłonęły w 1878 |
| 1851 | Zederik (Holandia)             | Hervormde Kerk (Ameide)                            | Spłonęły w 1953 |
| 1852 | Buren (Holandia)               | Sint-Lambertuskerk (Buren)                         | [ 4 ] |
| 1853 | Gorinchem (Holandia)           | Grote Kerk (Gorinchem)                             | Po gruntownej renowacji przeprowadzonej przez Pels & Van Leeuwen przywrócono je do pierwotnego stanu i oddano do użytku 4 lutego 2012                                                                               |
| 1854 | Graft-De Rijp (Holandia)       | Grote Kerk (De Rijp)                               | Znak firmowy „Bätz & Co, organmakers van ZM den koning” |
| 1854 | Leerdam (Holandia)             | Grote Kerk (Leerdam)                               | |
| 1854 | Dordrecht (Holandia)           | Nieuwe Kerk                                        | Od 1966 w Grote Kerk, wTiel, przy zachowaniu obudowy |
| 1855 | Delfshaven (Holandia)          | Oude Pelgrimvaderskerk                             | |
| 1856 | Lejda (Holandia)               | Remonstrantse Kerk                                 | Zniszczone w 1978 |
| 1856 | Loosduinen (Holandia)          | Abby Church (Loosduinen)                           | Prospekt Reichnera (1780/1791) |
| 1857 | Delft (Holandia)               | Oude Kerk (Delft)                                  | |
| 1857 | Kralingen (Holandia)           | Hervormde Kerk                                     | Zainstalowane ponownie w 1911 w Gereformeerd Kerk w Vlaardingen, zachowując obudowę. Przeniesione do Maranatha Kerk w Vlaardingen w 1961 roku. Oryginalna obudowa zaginęła.                                         |
| 1858 | Beusichem (Holandia)           | Hervormde Kerk (Beusichem)                         | |
| 1858 | Binnenmaas (Holandia)          | Puttershoek Dutch Reformed Church                  | |
| 1858 | Rotterdam (Holandia)           | Paradijskerk (Rotterdam)                           | Organy zbudowane przez M. Verhofstada (1720–1721); restaurowane w latach 1827 i 1857 przez firmę Bätz. W ramach budowy nowego kościoła w 1910 roku organy przeniesiono do nowego Paradieskirche (Nieuwe Binnenweg). |
| 1858 | Amersfoort (Holandia)          | Oud-katholieke St. Georgiuskerk                    | Sprzedane w 1977 roku i zastąpione organami Augusta Gerna. |
| 1859 | Rotterdam (Holandia)           | Kościół Laurencjusza i Marii Magdaleny             | Zniszczone w 1944 |
| 1859 | Ophemert (Holandia)            | Hervormde Kerk (Ophemert)                          | |
| 1860 | Putten (Holandia)              | Oude Kerk (Putten)                                 | |
| 1860 | Spijkenisse (Holandia)         | Dorpskerk (Spijkenisse)                            | Zniszczone i przywrócone w 1934, bez oryginalnego prospektu |
| 1860 | Bunschoten (Holandia)          | Hervormde Kerk (Bunschoten)                        | |
| 1861 | Utrecht (Holandia)             | Janskerk (Utrecht)                                 | |
| 1861 | Culemborg (Holandia)           | Sint-Barbarakerk (Culemborg)                       | |
| 1862 | Naarden (Holandia)             | Grote Kerk (Naarden)                               | Tabliczka znamionowa „CGF Witte, Fa Bätz & Co. Utrecht 1863” |
| 1862 | Utrechtse Heuvelrug (Holandia) | Andrieskerk (Utrechtse Heuvelrug)                  | |
| 1863 | Amersfoort (Holandia)          | Kościół rzymskokatolicki Matki Bożej Wniebowzięcia | Tabliczka znamionowa „CGF Witte, Fa Bätz & Co”; Przeniesiony do Rijssen Zuiderkerk w 1964. Prospekt niezachowany.                                                                                                   |
| 1864 | Purmerend (Holandia)           | Saint Nicholas (Purmerend)                         | |
| 1864 | Rijsoord                       | Hervormde kerk                                     | |
| 1864 | Haga (Holandia)                | Kloosterkerk w Hadze                               | Zniszczone w 1962, prospekt zaginął, piszczałki użyte do budowy organów w Gereformeerd Kerk w Dalfsen. |
| 1865 | Rotterdam (Holandia)           | Waalsekerk (Rotterdam)                             | W 1922 przebudowane w kościele przy Schiedamse. Oryginaly prospekt zaginął. |
| 1866 | Kapelle (Holandia)             | Hervormde Kerk (Kapelle)                           | |
| 1866 | Schiedam (Holandia)            | ‘t Huis te Poort (Schiedam)                        | |
| 1866 | Utrecht (Holandia)             | Remonstrantse kerk (Utrecht)                       | W 1904 przeniesione do Eanjum Saint Michael w Eanjum. Spłonęły 16 grudnia 1967. |
| 1867 | Haga (Holandia)                | Nieuwe Kerk (Haga)                                 | Rekonstrukcja organów Johannesa Duyschota z 1702 |
| 1867 | Delft (Holandia)               | Kościół świętych Marii i Urszuli w Delft           | Prospekt z 1722 autorstwa Duyschota |
| 1868 | Winschoten (Holandia)          | Hervormde Kerk (Winschoten)                        | |
| 1869 | Delft (Holandia)               | Waalse Kerk (Delft)                                | |
| 1869 | Elst (Holandia)                | Sint-Maartenskerk (Elst)                           | |
| 1870 | Utrecht (Holandia)             | Doopsgezinde Kerk (Utrecht)                        | W 1913 dodano niezależny pedał |
| 1871 | Hoorn (Holandia)               | Doopsgezinde kerk (Hoorn)                          | Uwagi |
| 1871 | Wognum (Holandia)              | Hervormde Kerk (Wognum)                            | Prospekt niezachowany |
| 1871 | Amersfoort (Holandia)          | Stare seminarium katolickie                        | |
| 1871 | Hoorn (Holandia)               | Oosterkerk (Hoorn)                                 | Prospekt z 1764 Bätza |
| 1872 | Rotterdam (Holandia)           | Westerkerk (Rotterdam)                             | Przeniesione z Kaplica Emmahuis (Rotterdam) w 1934 |
| 1872 | IJzendijke (Holandia)          | Protestantse Kerk (IJzendijke)                     | Uwagi |
| 1872 | Wijdemeren (Holandia)          | Hervormde Kerk (Nederhorst den Berg)               | W 1939 zrenowowane i sprzedane |
| 1872 | Jaarsveld (Holandia)           | Hervormde Kerk (Jaarsveld)                         | |
| 1873 | Delft (Holandia)               | Armenkerk przy ul. Schoolstraat                    | W 1962 roku przeniesione do Oude Kerk (Delft) w północnym skrzydle |
| 1873 | Utrechtse Heuvelrug (Holandia) | Hervormde Kerk (Doorn)                             | |
| 1873 | Hilversum (Holandia)           | Oud-katholieke St. Vituskerk (Hilversum)           | Odrestaurowane przez jego syna w 1889, dodany pedał |
| 1873 | Rotterdam (Holandia)           | Prinsenkerk (Rotterdam)                            | W 1934 przeniesione do Gereformeerd Kerk Amsterdam-Oost, przebudowano szafę organową i prospekt, usunięte w 1973 roku.                                                                                              |